# Jāvar Sajīn
Jāvar Sajīn (persiska: جاور سجين) är en ort i Iran.   Den ligger i provinsen Hamadan, i den nordvästra delen av landet, 200 km väster om huvudstaden Teheran. Jāvar Sajīn ligger 1 844 meter över havet och antalet invånare är 194.
Terrängen runt Jāvar Sajīn är huvudsakligen platt, men åt sydväst är den kuperad.Runt Jāvar Sajīn är det ganska glesbefolkat, med 47 invånare per kvadratkilometer. Närmaste större samhälle är Shavand, 10,0 km norr om Jāvar Sajīn. Trakten runt Jāvar Sajīn består i huvudsak av gräsmarker.